# Якоби, Абраам
Абраам Якоби (нем. и англ. Abraham Jacobi; 6 мая 1830, Хилле, Германия — 10 июля 1919, Болтон-Ландинг, Нью-Йорк, США) — немецкий врач и философ

.

## Биография
Родился 6 мая 1830 года в Хилле, в бедной еврейской семье. В 1847 году поступил в Боннский университет, который он окончил в 1852 году и защитил диссертацию на степень доктора медицины «Размышление на жизнь природных существ».
С юности увлекался также философией и был членом Союза Коммунистов. В 1852 году на Кёльнском процессе коммунистов он был одним из подсудимых, однако за него и ещё двух учёных заступился Фридрих Энгельс. На данном судебном процессе суд оправдал его, однако он продолжал оставаться в тюрьме по обвинению в оскорблении величества.
После того, как он вышел на свободу он эмигрировал вначале в Англию и затем в США. США стал последним пристанищем в его жизни — ему Якоби отдал свыше 60-ти лет: выступал в печати, пропагандируя идеи марксизма.

### Гражданская война в США
Абраам Якоби являлся участником гражданской войны в США, сражался на стороне Северян. После окончания войны он стал профессором и президентом ряда медицинских учреждений США.

### Последние годы жизни и смерть
Скончался Абраам Якоби 10 июля 1919 года в Болтон-Ландинге.